# Schwendibach
Schwendibach est une ancienne commune suisse du canton de Berne, située dans l'arrondissement administratif de Thoune.